# Cho Young-cheol
Cho Young-cheol (en coreano: 조영철; hanja: 曺 永哲; Ulsan, 31 de mayo de 1989) es un exfutbolista surcoreano que jugaba de delantero.

## Trayectoria
Antes de llegar a Japón, jugó en la escuela secundaria Ulsan Huxon en Corea del Sur y contribuyó a ganar el 35º Campeonato Nacional de Fútbol.
Se incorporó al Yokohama FC de Japón en junio de 2007. Aunque el equipo no pudo lograr un resultado anotó 10 goles en un juego, que es el número más alto de selecciones nacionales coreanas en la historia de la selección nacional de Guam. En 2008 fue convocado a la Selección Sub-23 de Corea del Sur para disputar los Juegos Olímpicos de Beijing en el cual logró participar en dos partidos de la fase de grupos. Además llevó el número 10 en su espalda durante el Campeonato Asiático Sub-19, contribuyendo al avance de semifinales de la selección surcoreana.
En 2009 fue transferido al Albirex Niigata. En Niigata fue principalmente designado en el lado izquierdo y en 2010 participó en 29 partidos de liga y marcó 11 goles. En 2011 no pudo desempeñar un papel satisfactorio debido a la lesión que sufrió en el primer partido de liga, pero fue elegido para la selección absoluta de Corea del Sur por segundo año consecutivo, en el noviembre fue llamado a la selección surcoreana Sub-22 para competir en la clasificación final para los Juegos Olímpicos de Londres.
A partir de 2012 se trasladó por completo al Omiya Ardija, que en ese entonces estaba dirigido por el exentrenador del Albirex Niigata, Jun Suzuki. Su debut fue el 25 de febrero en un partido de pretemporada contra el Hangzhou Midorijo de China siendo titular y anotando dos goles. Después de asumir el cargo de entrenador Zdenko Verdenik en junio fue nombrado uno de los dos mejores jugadores.
En julio de 2014 fue transferido al Qatar SC.
En julio de 2015, fue transferido al Ulsan Hyundai FC de la K-League.
Luego pasó al Sangju Naotake FC para asumir el servicio militar durante dos años a partir de 2016 pero dejó el ejército en septiembre de 2017 y regresó a Ulsan Hyundai.
Tras su egreso al Albirex Niigata por primera vez en ocho temporadas a partir de 2019. Dejó el club al final de la temporada por vencimiento del contrato.
A partir de 2020 se incorporó al FC Tiamo Hirakata.

## Selección nacional
Formó parte de la Selección de fútbol de Corea del Sur que disputó los Juegos Olímpicos de Verano de 2008 que se llevó a cabo en China. Al año siguiente representó a Selección sub-20 en la copa del mundo que se disputó en Egipto. 
El 11 de agosto de 2010 hizo su primera aparición con la selección absoluta en la derrota por 2-1 ante Nigeria.
También fue incluido en el equipo que disputó la Copa Asiática 2015, mientras anotó su primer gol internacional en el partido inaugural contra Omán.

## Clubes
| Club            | País          | Año               |
| --------------- | ------------- | ----------------- |
| Yokohama FC     | Japón         | 2007 - 2008       |
| Albirex Niigata | Japón         | 2009 - 2011       |
| Omiya Ardija    | Japón         | 2012 - 2014       |
| Qatar SC        | Catar         | 2014 - 2015       |
| Ulsan Hyundai   | Corea del Sur | 2015 - 2018       |
| Sangju Sangmu   | Corea del Sur | 2016 - 2017       |
| Gyeongnam FC    | Corea del Sur | 2018              |
| Albirex Niigata | Japón         | 2019              |
| Tiamo Hirakata  | Japón         | 2020 - actualidad |